# Staffelwalze

Staffelwalze

Eine Staffelwalze ist ein Zylinder, auf dem neun unterschiedlich lange Zähne aufgebracht sind. Es dient bestimmten mechanischen Rechenmaschinen als Antrieb.

## Funktionsprinzip
Das unterhalb der Staffelwalze abgebildete verschiebbare Zahnrad (sog. Übertragungszahnrad; hier rot) ist mit dem Einstellwerk der Rechenmaschine verbunden. Wenn die Ziffer 0 eingestellt wird, befindet sich dieses Zahnrad am linken Rand der Staffelwalze, wenn eine 9 eingestellt wurde, entsprechend am rechten Rand.
Die Anzahl der eingreifenden Zähne der umdrehenden Staffelwalze entspricht der eingestellten Zahl. Ist die 0 eingestellt, so wird das Übertragungszahnrad nicht gedreht, da sich am linken Rand der Staffelwalze kein Zahn befindet. Ist die 5 eingestellt, greifen fünf Zähne ein, die verbleibenden vier sind zu kurz, um einzugreifen.

## Historische Entwicklung

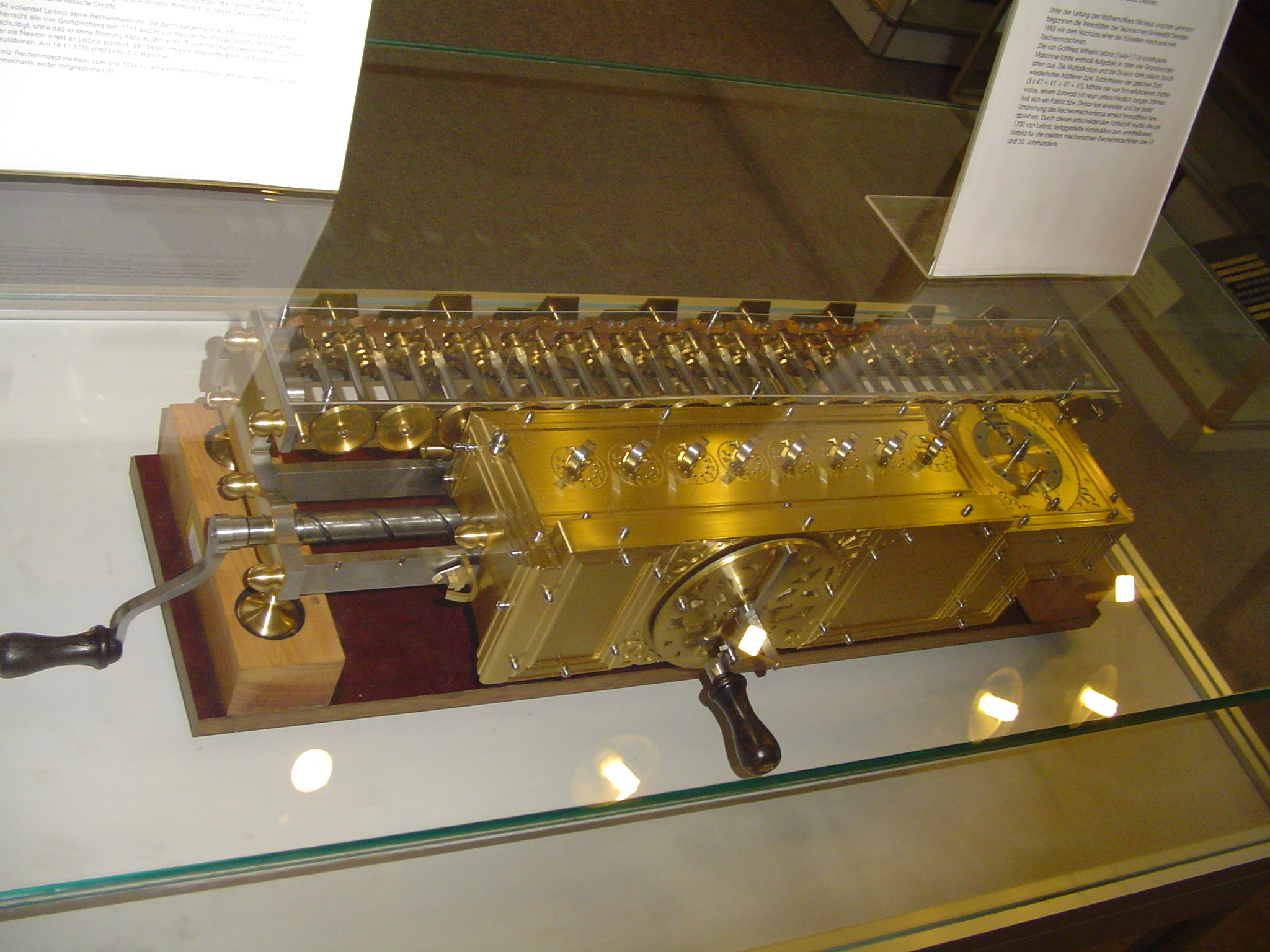
Nachbau der Rechenmaschine von Leibniz

Die erste Rechenmaschine nach dem Staffelwalzenprinzip entwickelte Gottfried Wilhelm Leibniz (1646–1716). Das Prinzip stellte er 1673 der Royal Society in London vor. Die daraus entwickelte Maschine war nahezu gebrauchsfähig, das heißt, auf ihr wurden einige Beispielaufgaben zur Funktionsprüfung gerechnet.
Die Entwicklungsarbeit an der ersten gebrauchsfähigen Rechenmaschine des württembergischen Pfarrer Philipp Matthäus Hahn (1739–1790) begann im Jahre 1770. Sie wurde 1774 fertiggestellt und der Öffentlichkeit präsentiert. Insgesamt produzierten Hahn und sein Schwager Schuster 8 bis 12 Maschinen.
In Kenntnis einer kurzen Beschreibung der Hahnschen Maschine entwickelte der Hesse Johann Helfrich von Müller (1746–1830) eine ähnliche Rechenmaschine. Seine Konstruktion wies einige Verbesserungen auf. So besaß sie eine Glocke, die bei Kapazitätsüberschreitung ertönte, und sie konnte für das Rechnen in nichtdezimalen Zahlensystemen umgerüstet werden. Neben der Konstruktion befasste sich Müller mit dem maschinellen Rechnen. Er verglich dieses mit dem Rechnen mit Feder und Papier und kam zu dem Schluss, dass das Maschinenrechnen rationeller sei.

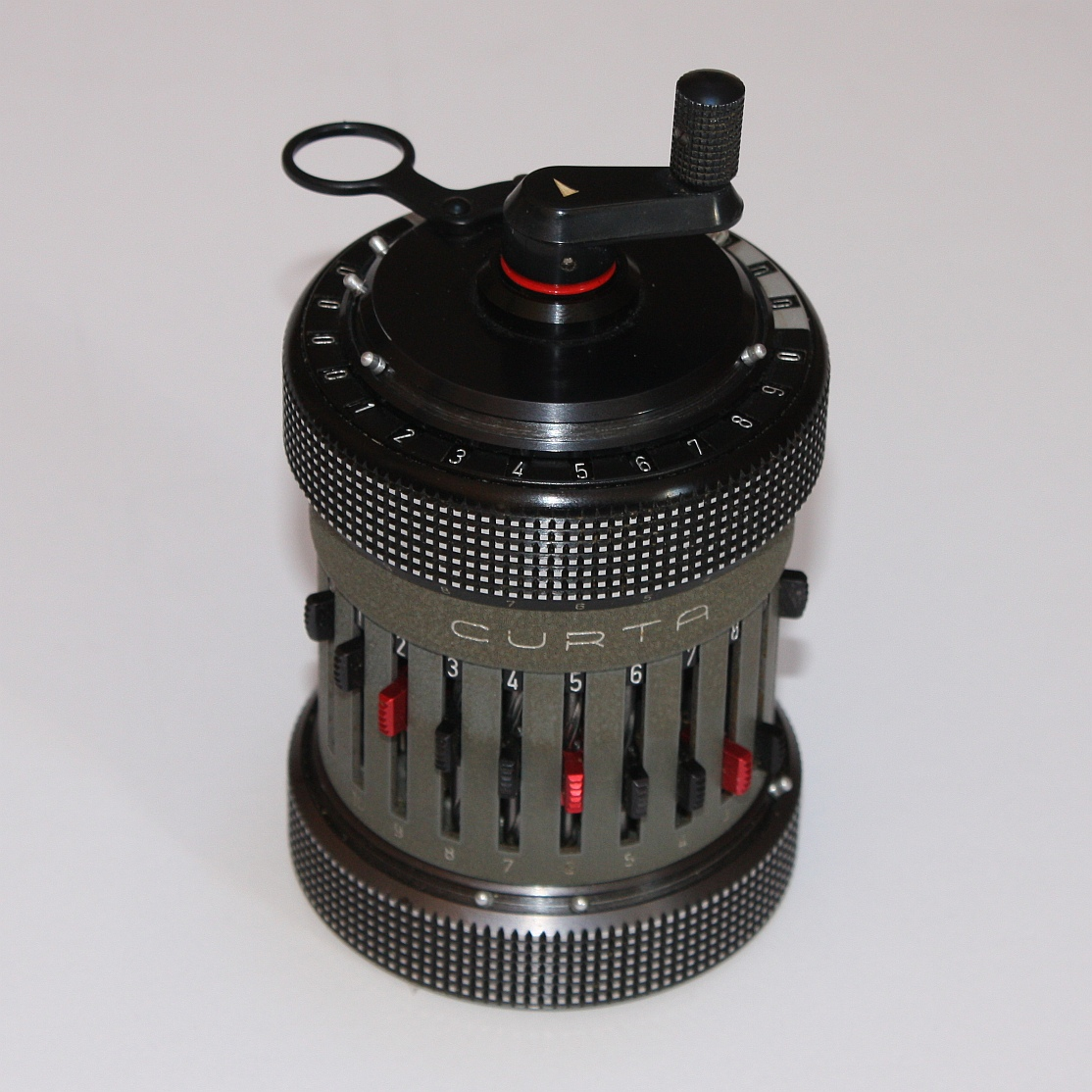
Curta Typ II Taschenrechenmaschine mit doppelter Staffelwalze

Serienmäßig wurden Staffelwalzenmaschinen erstmals von Charles Xavier Thomas (1785–1870) vermutlich ab 1820 hergestellt. Bis 1878 wurden in seiner Manufaktur ungefähr 1500 Maschinen produziert.
Das Staffelwalzenprinzip stand bei den industriell gefertigten Rechenmaschinen in Konkurrenz zum Sprossenradprinzip. Auch nach dem Zweiten Weltkrieg wurden Rechenmaschinen beider Funktionsprinzipien hergestellt. Ein Beispiel für den Staffelwalzentyp ist die von Curt Herzstark konstruierte Taschenrechenmaschine Curta (von 1946 bis 1972).